# Angus Buchanan

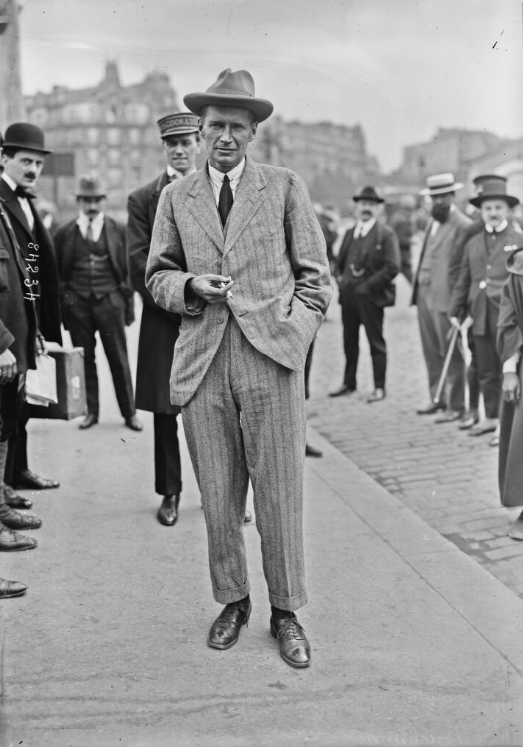
Angus Buchanan (1923)

Angus Buchanan (* 5. Mai 1886 in Kirkwall; † 5. Februar 1954 in Edinburgh) war ein schottischer Naturforscher.
Er wirkte zunächst als Architekt in Kanada, wo er seine erste naturkundliche Expedition unternahm. Während des Ersten und später während des Zweiten Weltkriegs kam er als Offizier in Ostafrika zum Einsatz. Buchanan erlangte Bekanntheit durch seine zwei Sahara-Expeditionen von 1919/1920 und 1922/1923. Er verarbeitete seine Reisen in mehreren Büchern, darunter zwei Romanen, und einem Film.

## Leben

### Frühe Jahre in Schottland und Kanada
Angus Buchanan wurde auf den Orkney Islands geboren. Er war der Sohn eines gleichnamigen Bankdirektors bei der National Bank of Scotland. Seine Mutter hieß Jean Sanderson. Er machte von 1902 bis 1907 eine Ausbildung bei dem Architekten Thomas Graham Abercrombie in der schottischen Stadt Paisley.
Buchanan wanderte anschließend nach Kanada aus. Dort arbeitete er anfangs von 1907 bis 1911 als Bauzeichner für das Architekturbüro der Brüder Edward Maxwell und William Sutherland Maxwell in Montreal. Im Zuge dessen besuchte er mehrmals Regina, die Hauptstadt der Provinz Saskatchewan, wo er die Errichtung des Saskatchewan Legislative Building überwachte. Danach machte er sich gemeinsam mit Joseph Ernest Fortin mit einer eigenen Architektenfirma in Regina selbstständig. Das Büro erhielt ab 1912 große öffentliche Aufträge, darunter für die Erbauung von zwei Kirchen. Es wurde 1914 aufgelöst, denn Angus Buchanan entschloss sich aus gesundheitlichen Gründen dazu, seinen Beruf als Architekt aufzugeben und sich eine Tätigkeit in der frischen Luft zu suchen.
Als das Gebiet von Saskatchewan im Norden um Teile der Nordwest-Territorien erweitert wurde, war der Provinzregierung das neue Gebiet zwischen dem Saskatchewan River und den Barren Grounds in naturkundlicher Sicht weitgehend unbekannt. Angus Buchanan erhielt den Auftrag zu einer Forschungsexpedition, zu der er am 6. Mai 1914 mit Hundeschlitten und Kanu aus der Stadt Prince Albert aufbrach. Er folgte dem Lauf des Beaver River bis zum Lac Île-à-la-Crosse, dann dem Churchill River und dem Reindeer River mit dem Reindeer Lake. Nach dem Cochrane River erreichte er am 1. August 1914 den Lac Brochet, an dessen nördlichem Ufer er sein Basislager aufschlug. Im Oktober 1914 erfuhr er vom Ausbruch des Ersten Weltkriegs, entschied sich zur vorzeitigen Rückkehr, um sich bei den britischen Streitkräften zu melden, und war am 15. Januar 1915 wieder in Regina. Seine Vogelsammlung von der Expedition, die erste ihrer Art aus Nord-Saskatchewan, teilte er zwischen dem Saskatchewan Museum of Natural History und dem Vogelkundler James Henry Fleming.

### Zeit der Afrika-Expeditionen
Angus Buchanan nahm ab Frühling 1915 als britischer Private am Ersten Weltkrieg in Ostafrika teil. Er gehörte dem 25. Bataillon der Royal Fusiliers an. Nach einer dreimonatigen Pause in der Kapprovinz Anfang 1917 kehrte er nach Lindi in Ostafrika zurück, wo sein Bataillon durch Fieber dezimiert wurde. Auch Buchanan erkrankte und wurde schließlich im September 1917 wieder nach Südafrika gebracht. Er wurde mit dem Military Cross ausgezeichnet und beendete den Krieg im Rang eines Captain. Während seiner Militärzeit in Ostafrika hatte er bedeutende Pflanzen- und Tiersammlungen angelegt und auch in seinem ersten Buch Three Years of War in East Africa finden sich viele naturkundliche Betrachtungen. Im Juni 1919 heiratete er in London Olga Cherry.
Für das Walter Rothschild Zoological Museum führte Buchanan von 1919 bis 1920 eine Sammlungsexpedition von Nord-Nigeria zum Gebirge Aïr in der Sahara durch. Er brach im November 1919 von England nach Lagos auf, von wo aus er mit der Eisenbahn nach Kano in Nord-Nigeria fuhr. Den Jahreswechsel verbrachte er im Dorf Farniso bei Kano. Im Januar 1920 erreichte er die französisch besetzte Stadt Zinder, wo er sich vier Wochen lang aufhielt und, beispielsweise an den Brunnen von Baban Tapki, vor allem Vögel sammelte. Von dort aus reiste er über Takoukout und Aderbissinat in die am Fuß des Aïr gelegene Stadt Agadez, in der er im April 1920 ankam. Seine Erkundungen im Gebirge, die er wegen der unsicheren Lage nur in Begleitung von im Dienst der Franzosen stehenden Tuareg-Soldaten durchführen durfte, umfassten unter anderem die Monts Bagzane und die Bergdörfer Timia und Iférouane. Seine Rückreise trat er über Tiguidit, Agadez und Tanout an, wo aus er im September 1920 rasch nach Europa zurückkehrte. Er war in der Regenzeit an schwerem Fieber erkrankt, von dem er sich zuhause mehrere Monate lang erholen musste. Während der Expedition hatte er eine Sammlung von 168 verschiedenen Tierarten – Vögeln, Schmetterlingen und Säugetieren – angelegt, was angesichts der in großen Teilen wüstenhaften Umgebung als herausragende Leistung galt.
Von 1922 bis 1923 unternahm Angus Buchanan eine vollständige Durchquerung der Sahara von Süden nach Norden. Er reiste dazu zunächst wie bei seiner vorangegangenen Expedition von Lagos nach Kano, wo aus er im März 1922 nach Niger in die Wüste aufbrach. Im Juni 1923 erreichte er zunächst Touggourt und schließlich Algier in Algerien. Die Expedition resultierte in bedeutenden zoologischen Erkenntnissen. Die beträchtliche Anzahl an toten Säugetieren, die Buchanan vor allem im Aïr und im Ahaggar gesammelt hatte, spendete er dem British Museum in London und dem Royal Museum in Edinburgh. Ein kleiner Teil ging wieder an das Walter Rothschild Zoological Museum. Damals oft berichtet wurde die Anekdote, dass von 36 Kamelen nur das von Angus Buchanan die Expedition überlebte und auch dieses zwei Tage später starb.
Zu Buchanans Popularität trug der erfolgreiche Reisefilm Crossing the Great Sahara bei, den er mit Material des die Expedition begleitenden Kameramanns T. A. Glover produziert hatte. Der Film feierte am 21. Januar 1924 im Palace Theatre in London seine Premiere, war dort drei Wochen lang zweimal täglich zu sehen und lief anschließend für sechs weitere Wochen in der Londoner Philharmonic Hall. Die deutsche Erstaufführung fand 1925 durch Martin Dentler im Ufa-Theater am Nollendorfplatz unter dem Titel Quer durch die Wüste Sahara statt. Der Regisseur Adrian Brunel brachte mit Crossing the Great Sagrada eine Parodie in die Kinos. In Crossing the Great Sahara sind neben Landschaftsaufnahmen Fulbe und Maguzawa beim Tanzen, Musizieren, Kämpfen und Jagen zu sehen, ferner der Emir von Katsina Muhammadu Dikko und der britische Gouverneur von Nigeria Hugh Clifford. Zeitgenossen hoben den Realismus des Films hervor. Später wurde er als typischer Kolonialfilm bewertet, der eine Überlegenheit der europäischen Zivilisation insinuiert und einen voyeuristischen Blick auf Afrika aufweist.

### Anerkennung und späte Jahre
Die beiden Wüstenexpeditionen bildeten die Grundlagen für Buchanans 1926 erschienenes Buch Sahara. Er schrieb in weiterer Folge auch zwei Romane. Die Gelehrtengesellschaft Royal Scottish Geographical Society zeichnete ihn zweimal aus: 1924 mit der Ehrenmitgliedschaft (Honorary Fellowship) für seine Verdienste um die Gelehrtengesellschaft und die Geografie sowie 1930 – als erstem Preisträger der in diesem Jahr gestifteten Auszeichnung – mit der Mungo Park Medal für einen herausragenden Beitrag zum geografischen Wissen durch Erforschung oder Wagnis in einem potenziell gefährlichen Umfeld. In dieser Zeit lebte er im später denkmalgeschützten Hof Mudhall im schottischen Coupar Angus.
Während des Zweiten Weltkriegs gehörte Angus Buchanan zu einer kleinen Gruppe britischer Offiziere, die geflüchtete Partisanen aus dem vom faschistischen Italien besetzten Kaiserreich Abessinien bei der Rückkehr in ihr Land kommandierte. Nach dem Krieg kehrte er nach Edinburgh zurück. Dort starb er 1954 im Alter von 67 Jahren.

## Bauten als Architekt

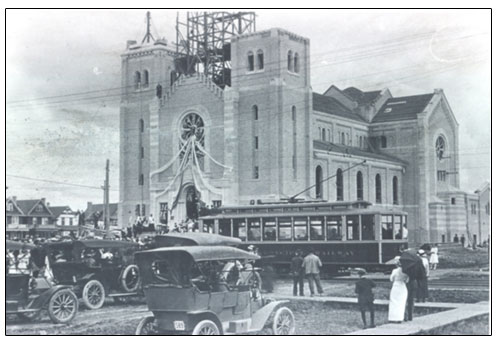
Einweihung der Holy Rosary Roman Catholic Cathedral (1913)

- Knights of Columbus Hall in Regina, Saskatchewan (erbaut 1912; mit Joseph Ernest Fortin)
- Holy Rosary Roman Catholic Cathedral in Regina, Saskatchewan (erbaut 1912–1913; mit Joseph Ernest Fortin)
- St. Joseph’s Roman Catholic Church in Moose Jaw, Saskatchewan (erbaut 1912–1924, zerstört 1982; begonnen mit Joseph Ernest Fortin, vollendet von Thompson & Hargreaves)[3]

## Schriften
- Three Years of War in East Africa. John Murray, London 1919.
- Wild life in Canada. John Murray, London 1920.
- Exploration of Aïr. Out of the World North of Nigeria. Mit einer Einleitung von Lord Rothschild. John Murray, London 1921.
- Sahara. Durch Wüstensand und Sonnenglut. Strecker und Schröder, Stuttgart 1930 (englisch: Sahara. London 1926. Übersetzt von Elisabeth Krickeberg).
- The City of the Seven Palms. A novel. John Murray, London 1927.
- Gain. A Tale of the Canadian Northland. John Murray, London 1932.
- Some impressions of Abyssinia. In: Scottish Geographical Magazine. Volume 59, Nr. 1, 1943, S. 24–27, doi:10.1080/00369224308735220.

## Namensgeber für Arten und Unterarten von Tieren

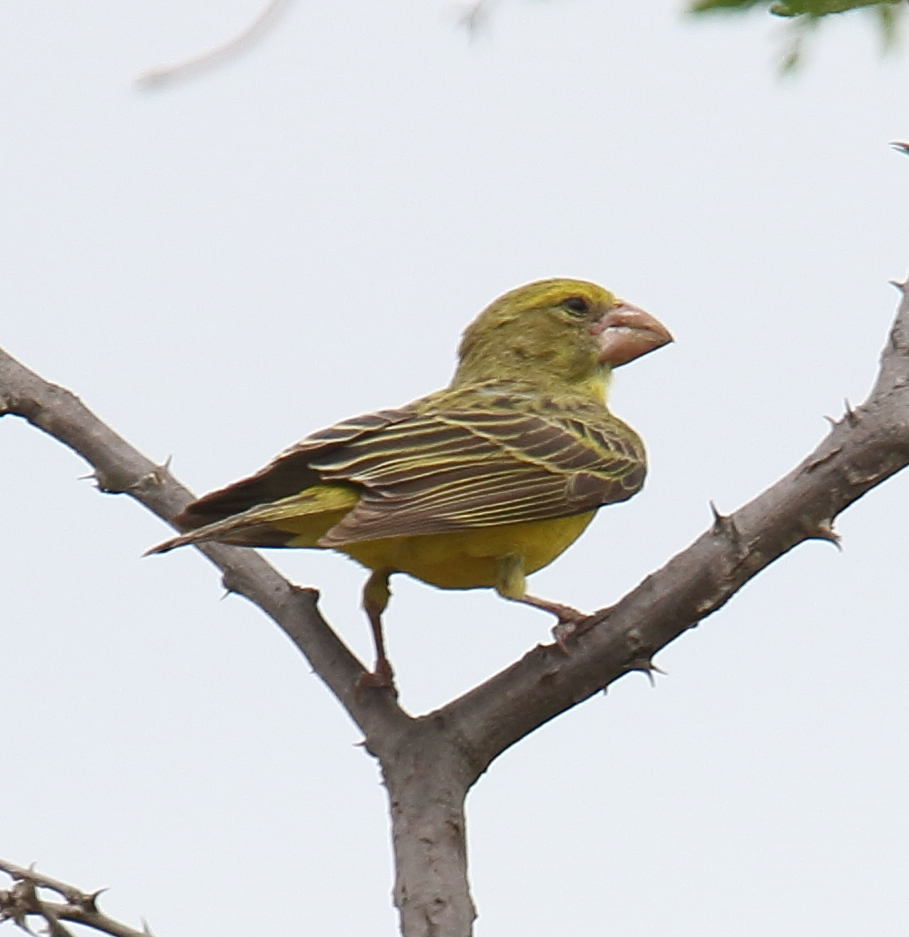
Ein Buchanangirlitz (Crithagra buchanani)

Die wissenschaftlichen Namen mehrerer Arten und Unterarten von Tieren, die Angus Buchanan gefunden hatte, wurden ihm zu Ehren vergeben. Bei den Säugetieren betrifft dies die Brauer-Rennmaus (Desmodilliscus braueri alias Desmodilliscus buchanani), die Gambia-Riesenhamsterratte (Cricetomys gambianus alias Cricetomys buchanani) und den Klippschliefer (Procavia capensis alias Procavia buchanani). Unter den Vögeln finden sich die Art Buchanangirlitz (Crithagra buchanani alias Serinus buchanani) sowie die Akaziendrosselhäherling-Unterart Argya fulva buchanani alias Crateropus fulvus buchanani, die Buschsperling-Unterart Gymnoris dentata buchanani alias Petronia dentata buchanani, die Rußschmätzer-Unterart Myrmecocichla aethiops buchanani und die Wüstenschwalben-Unterart Ptyonoprogne obsoleta buchanani alias
Riparia obsoleta buchanani.
Diese Schmetterlinge wurden nach Angus Buchanan benannt:
- Acontia buchanani alias Tarache buchanani[23]
- Afroarabiella buchanani alias Paropta buchanani[24]
- Cigaritis buchanani alias Spindasis buchanani[25]
- Dattinia buchanani[24]
- Grammodes buchanani[23]
- Nepheronia buquetii buchanani alias Eronia buqueti buchanani[25]
- Pogononeura buchanani[24]
- Raphia buchanani
- Rhynchina buchanani[26]
- Timora decorata albiseriata alias Timora decorata buchanani[23]